# Tržní socialismus
Tržní socialismus je jednou z forem socialismu. V takovém systému je většina výrobních prostředků spravována kolektivně (družstva, státní podniky, dělnické samosprávy), ale chod ekonomiky zajišťuje trh.

## Historie a názory
Model tržního socialismu navrhl již na začátku 20. století italský národohospodář Enrico Barone. Podle něho je tržně-socialistický systém možný, pokud stát vypočítá nabídku a poptávku a stanoví ceny, jako trh. Již tehdy to však našlo své kritiky, jako např. ekonomy Ludwig von Mises a Friedrich August von Hayek. Podle nich plánovací úřad k určování cen důležité informace nikdy nezíská a některých produktů bude nadbytek a jiných nedostatek.
Roku 1936 podal polský ekonom Oskar Lange popis tzv. „efektivního tržního socialismu“. Stát v tomto modelu dokáže zamezit vzniku monopolů mezi soukromými podnikateli a napravuje nedostatky trhu spojené s externáliemi a sociálními službami. Stát určuje chování podnikových vedení, takže výkony státních podniků se dají srovnat s výkony soukromých podniků.
V současné době patří mezi nejznámější socialistické ekonomy, kteří propagují hlavně družstevní variantu socialismu, Richard D. Wolff nebo Noam Chomsky.

## V praxi

### Jugoslávie

Růst HDP na osobu v socialistickém Slovinsku v období před politickou krizí Jugoslávie a ve Slovinsku osamostatnění

Dříve principy tržního socialismu zavedla Jugoslávie. Po odklonu od sovětského stylu plánování rozvolnila trh a zavedla v podnicích samosprávy pracujících. V rámci tohoto systému prosperovalo Slovinsko, které dosáhlo výrazného ekonomického růstu díky menší míře korupce v rámci podniků a efektivním investicím ze strany státu. V době před osamostatněním (1989) a transformací mělo HDP na osobu podle PPP 12383 dolarů, vyšší než Španělsko nebo Irsko té doby. I proto je dnes bývalé Slovinsko některými označováno za příklad fungujícího socialismu, přičemž samotní Slovinci neměli na svoji minulost za Jugoslávie výrazně negativní pohled. Zbytek Jugoslávie se západu ani zdaleka neblížil kvůli plýtvání veřejných zdrojů a vysoké korupci.

### Bělorusko
Dnes je tržní socialismus oficiálně budován v Bělorusku pod vedením běloruského prezidenta Alexandra Lukašenka, ve kterém sice ekonomika roste mnohem rychlejším tempem než na sousední Ukrajině, to však hlavně díky subvencím z Ruska. V Bělorusku je stále dominantní ekonomické plánování, kvůli čemuž jej nelze považovat za tržně socialistickou ekonomiku.

### Současné marxisticko-leninistické státy
Oficiálně považuje Čína svoji ekonomiku za místní model tržního socialismu, ve které nicméně stále existují orientační pětileté plány. Dále se za tržně socialistické ekonomiky považuje Vietnam a Laos.

### Rojava
Ekonomika s dominantním družstevním vlastnictvím se nachází v Rojavě, místní ekonomika se však spíše řídí sociálními a ekologickými potřebami, nikoli trhem. I přes špatné podmínky však místní ekonomika dosáhla jistých úspěchů a nyní místní životní úroveň převyšuje tu ve zbytku Sýrie.